# Ste. Genevieve (Missouri)
Ste. Genevieve – miasto w Stanach Zjednoczonych, w stanie Missouri, siedziba administracyjna hrabstwa Sainte Genevieve.